# Garfield (Nuevo México)
Garfield es un lugar designado por el censo ubicado en el condado de Doña Ana en el estado estadounidense de Nuevo México. En el Censo de 2010 tenía una población de 137 habitantes y una densidad poblacional de 68,08 personas por km².

## Geografía
Garfield se encuentra ubicado en las coordenadas 32°45′25″N 107°15′59″O / 32.75694, -107.26639. Según la Oficina del Censo de los Estados Unidos, Garfield tiene una superficie total de 2.01 km², de la cual 2.01 km² corresponden a tierra firme y (0%) 0 km² es agua.

## Demografía
Según el censo de 2010, había 137 personas residiendo en Garfield. La densidad de población era de 68,08 hab./km². De los 137 habitantes, Garfield estaba compuesto por el 54.01% blancos, el 0.73% eran afroamericanos, el 8.03% eran amerindios, el 0.73% eran asiáticos, el 0% eran isleños del Pacífico, el 34.31% eran de otras razas y el 2.19% pertenecían a dos o más razas. Del total de la población el 83.94% eran hispanos o latinos de cualquier raza.